# Sunder Nix
Sunder Nix (Birmingham (Alabama), Estados Unidos, 2 de diciembre de 1961) es un atleta estadounidense, especializado en la prueba de 4x400 m en la que llegó a ser campeón olímpico en 1984.

## Carrera deportiva
En el Mundial de Helsinki 1983 ganó la medalla de bronce en los 400 metros, con un tiempo de 45.24 segundos, tras el jamaicano Bert Cameron y su compatriota el estadounidense Michael Franks.
Al año siguiente, en las Olimpiadas de Los Ángeles 1984 ganó el oro en los relevos 4x400 metros.